# 許崇灝

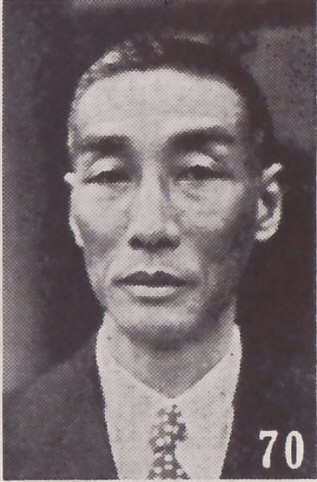
許崇灝

許崇灝（1882年6月3日—1959年），字晴江，號公武，是一位中国政治人物。

## 生平
廣東番禺人，生於北京。江南陸軍學堂步兵科畢業。二次革命時任江蘇討袁軍參謀長、總司令。1916年任兩廣護國軍都司令部參謀、粵桂滇贛聯軍兵站總監。1917年任陝西省長公署參議。1918年起歷任粵贛湘邊防督辦參謀長、粵漢鐵路督辦、總理、粵漢鐵路護路總司令、粵軍總司令部顧問等職。1923年任大本營參議。1924年任廣東財政委員會委員。1928年任考試院秘書。1929年代考試院秘書長。1932年真除。1941年起任國民政府委員、顧問等職。中共建國後曾任上海市參事室參事、上海市政委員、中國國民黨革命委員會中央團結委員會委員。